# Коле Леоне (Терамо)
Коле Леоне (итал. Colle Leone) је насеље у Италији у округу Терамо, региону Абруцо.
Према процени из 2011. у насељу је живело 47 становника. Насеље се налази на надморској висини од 203 м.